# موریلو بوستامانته
موریلو بوستامانته (انگلیسی: Murilo Bustamante؛ زادهٔ ۱۹۶۶) ورزشکار هنرهای رزمی ترکیبی اهل برزیل است.